# Кудяшев, Юрий Петрович
Юрий Петрович Кудяшев (16 января 1939, c. Лекшур, Сюмсинский район, Удмуртская АССР, РСФСР — 15 февраля 2004, Ижевск, Российская Федерация) — советский партийный и государственный деятель, председатель Совета Министров Удмуртской АССР (1978—1988).

## Биография
В 1961 г. окончил Ижевский механический институт по специальности "технология машиностроения, металлорежущие станки и инструменты.
- 1961—1962 гг. — инженер-технолог отдела главного технолога завода «Ижтяжбуммаш».
- 1962—1964 гг. — начальник технического бюро завода «Ижтяжбуммаш».
- 1964 г. — председатель республиканского штаба «Комсомольский прожектор» по промышленности, г. Ижевск.
- 1964—1965 гг. — первый секретарь Индустриального райкома ВЛКСМ.
- 1965—1969 гг. — второй секретарь Удмуртского обкома ВЛКСМ.
- 1969—1973 гг. — первый секретарь Удмуртского обкома ВЛКСМ.
- В 1976 г. окончил Московскую Академию общественных наук при ЦК КПСС, кандидат исторических наук.
- 1976—1978 гг. — заместитель председателя Совета Министров УАССР.
- 1978—1988 гг. — председатель Совета Министров УАССР. На охоте его выстрел из ружья стал смертельным для егеря и привел к его отставке.

## Награды
Награждён орденом Трудового Красного Знамени (1971), медалями «За освоение целинных земель» (1958), «За трудовую доблесть» (1966), «За доблестный труд. В ознаменование 100-летия со дня рождения В. И. Ленина» (1970).